# 샹포의 기욤
샹포의 기욤(Guillaume de Champeaux, 1070년경 ~ 1121년)은 프랑스의 철학자이자 신학자이다.
보편논쟁(普遍論爭)에서 실재론을 주장하였다. 피에르 아벨라르는 그의 제자이다.